# أليكس داير (لاعب كرة قدم)
أليكس داير (بالإنجليزية: Alex Dyer)‏ (11 يونيو 1990 في السويد - ) هو لاعب كرة قدم بريطاني في مركز الوسط. شارك مع منتخب مونتسرات لكرة القدم. أما مع النوادي، فقد لعب مع نادي أوسترسوند ونادي نورثامبتون تاون ونادي ويلدستون لكرة القدم وويلينج يونايتد.

## وصلات خارجية
- أليكس داير على موقع الاتحاد الدولي (مؤرشف)  (الإنجليزية)
- أليكس داير على موقع اتحاد السويد (السويدية)
- أليكس داير على موقع قاعدة بيانات كرة القدم.إي يو (الإنجليزية)
- أليكس داير على موقع ناشيونال فوتبول تيمز (الإنجليزية)
- أليكس داير على موقع Soccerbase.com (لاعب) (الإنجليزية)
- أليكس داير على موقع Soccerway.com (الإنجليزية)